# Handball à onze
Le handball à onze est la forme initiale du handball. Il est disputé à onze joueurs en extérieur, sur un terrain herbeux semblable à un terrain de football. Apparu dans les années 1920, il a notamment été joué aux Jeux olympiques de 1936 à Berlin avant de disparaître définitivement dans les années 1960 au profit de sa forme actuelle à 7 joueurs et en salle.

## Description

Dimensions d'un terrain de handball à onze.

Les règles ont été modifiées à plusieurs reprises afin de rendre le sport plus attractif et notamment d'arrêter le déclin du jeu de plein champ qui était prévisible depuis les années 1950. En particulier, la règle du hors-jeu a été peu à peu supprimée.
Plus précisément, la Commission Technique de la Fédération internationale de handball réunie les 6 et 7 juillet 1956 à Edenkoben (Allemagne) s'est penchée sur les nouvelles dispositions suivantes :
1. La surface de but (modification) : elle est déterminée par un demi-cercle de 13 mètres dont le rayon a pour origine le milieu des buts.
2. La ligne de jet franc (modification) : elle est déterminée par un pointillé en demi cercle de 19 mètres de rayon dont le centre a pour origine le milieu des buts.
3. La ligne de penalty (modification) : devant le milieu de chaque but, à 14 mètres de la ligne de but, se trouve la marque de jet de 14 mètres (trait de 1 mètre de long).
4. Le jet de coin de pénalisation (suppression) : le jet de coin de pénalisation est supprimé. Les fautes qui entraînaient cette réparation seront dorénavant sanctionnées par un jet franc. Le jet franc sera exécuté sur le pointillé des 19 mètres à l'intersection de celui-ci et de la ligne passant par le milieu des buts et le point où a été commise la faute.
5. Trizone (création) : division du terrain en trois parties.

Le but de la trizone est d'éviter la concentration des joueurs devant les buts et de rendre le jeu plus spectaculaire en limitant le nombre des joueurs dans les zones terminales. Six joueurs de chaque équipe seulement peuvent évoluer dans les zones terminales ; exception faite pour le gardien de but de l'équipe qui défend. Donc au total 12 joueurs du champ, plus un gardien de but. En cas de surnombre 
- lorsqu'un attaquant pénètre en surnombre dans la zone terminale adverse (7e joueur), l'arbitre siffle jet franc au bénéfice de l'équipe qui défend. Le jet franc s'exécute à l'endroit où se trouve le joueur fautif.
- si un défenseur pénètre en surnombre dans sa propre zone terminale (7e joueur) pour renforcer la défense de son équipe, il convient d'envisager deux cas :

1. l'équipe adverse poursuit dans de bonnes conditions l'attaque : l'arbitre doit appliquer la règle de l'avantage, c'est-a-dire laisser jouer,
2. l'équipe adverse — équipe attaquante — perd le ballon ou se trouve nettement handicapée du fait du surnombre de l'autre équipe : l'arbitre doit siffler jet franc au bénéfice de l'équipe lésée et le faire exécuter à l'endroit précis où se trouve le ballon au moment du coup de sifflet.

Remarque : En cas d'expulsion d'un ou plusieurs joueurs, l'équipe ainsi pénalisée conserve la possibilité d'attaquer ou défendre avec six joueurs.
Les zones terminales sont déterminées par des lignes ou des pointillés tracés parallèlement aux lignes de but et à35 mètres de celles-ci (lignes pleines de préférence, mais pointillés si le terrain est utilisé pour d'autres sports). La longueur de la zone médiane est fonction la longueur totale du terrain. Aux intersections des lignes de trizone et des lignes de touche sont placés des fanions analogues à ceux qui marquent les coins du terrain.
Parmi les autres règles générales, on trouve également :
- Le handball à onze se joue sur un terrain de football, c'est-à-dire entre 90 et 110 mètres de long, 55 à 65 mètres de large. Le but fait 7,32 mètres de large et 2,44 mètres de haut.
- Le match se joue avec deux équipes, chacune composée de 11 joueurs de champ (1 remplaçant) et 2 gardiens de but, qui peuvent être remplacés à la volée à tout moment. Chaque équipe sur le terrain se compose de 10 joueurs de champ et d'un gardien de but.
- Les pénalités de temps sont de 5 ou 10 minutes. Les avertissements et les disqualifications ne sont pas notifiés à l'aide de cartons mais directement au joueur ou à l'entraîneur incriminé. On distingue également une exclusion (la personne exclue ne peut être remplacée) et une disqualification (la personne disqualifiée peut être remplacée).
- La différence la plus importante avec le handball à sept concerne le dribble puisqu'il est possible ici de s'arrêter puis reprendre le dribble (il n'y a donc pas de « reprise de dribble » comme au handball à sept).

## Historique
Dans les années 1920, le torball, une forme primaire pratiquée par les femmes, est utilisé en Allemagne comme complément de formation par les fédérations de gymnastique et d'athlétisme. Les athlètes y virent immédiatement le sport d'entretien idéal pendant la saison hivernale. Une fois codifié, le handball est alors créé sous la forme d'une opposition de 11 joueurs sur un terrain de football mais pour s'adapter au jeu à la main, une zone interdite aux tireurs donne ses chances au gardien. 
En 1934, l'unification se réalise avec Tschammer, commissaire aux Sports de l'Etat National Socialiste puis est entérinée par le Congrès Sportif de Nuremberg en 1935 et le chef de brigade S.S. Hermann est nommé président de la fédération allemande. Prôné par le régime nazi pour ses qualités de base et l'apprentissage de la discipline collective, il sert également de propagande de la suprématie de la race aryenne, notamment à l'occasion aux Jeux olympiques de Berlin en 1936 et au Championnat du monde de 1938 également disputé en Allemagne.
Dans l'après-guerre, certaines règles sont modifiées pour le rendre plus attractif : suppression de la ligne de pénalisation en 1948 et du hors‐jeu (comme au football) en 1950, passage à 13 joueurs en 1954 (deux remplaçants dont un gardien). En 1956, il est décidé de diviser le terrain en trois zones, les deux zones de 35 m proches du but étant limitées à 6 attaquants et 6 défenseurs pour favoriser les démarquages d'attaquants. La surface de but est délimitée par un demi‐cercle tracé à 13 m, rapprochant l'ailier du but. Mais le jeu ne prêta guère plus d'intérêt et sa disparition était inéluctable au profit du handball à 7 joueurs et en salle.
En France, les dernières éditions du championnats de France féminin et masculin eurent lieu en 1957 et 1958 respectivement, tandis les derniers Championnats du monde féminin et masculin ont été disputés respectivement en 1960 et 1966.

## Palmarès

### Compétitions internationales

#### Jeux olympiques
Une seule édition des Jeux olympiques a été disputée à onze joueurs et en plein air.
| Édition | Ville  | Médaille d'or, Jeux olympiques | Médaille d'argent, Jeux olympiques | Médaille de bronze, Jeux olympiques |
| ------- | ------ | ------------------------------ | ---------------------------------- | ----------------------------------- |
| 1936    | Berlin | Allemagne                      | Autriche                           | Suisse                              |

#### Championnat du monde masculin
Le Championnat du monde masculin a été organisé à sept reprises par la Fédération internationale de handball et disputé tous les trois−quatre ans, mis à part entre la première édition en 1938 et la seconde édition en 1948 à cause de la Seconde Guerre mondiale. La compétition a largement été dominée par les Allemands puisque la seule édition qu'ils n'ont pas remportée fut le premier championnat du monde d'après-Guerre en 1948 où les Allemands ont été exclus du tournoi.
| 1re | 1938 (de)  | Allemagne            | Allemagne              | 23 – 0  | Suisse               | Hongrie         | 10 – 2  | Suède    |
| 2e  | 1948       | France               | Suède                  | 11 – 4  | Danemark             | Suisse          | 21 – 1  | France   |
| 3e  | 1952 (de), | Suisse               | Allemagne de l'Ouest   | 19 – 8  | Suède                | Suisse          | 12 – 10 | Autriche |
| 4e  | 1955 (de)  | Allemagne de l'Ouest | Allemagne de l'Ouest   | 25 – 13 | Suisse               | Tchécoslovaquie | 13 – 10 | Suède    |
| 5e  | 1959       | Autriche             | Allemagne (RFA et RDA) | 14 – 11 | Roumanie             | Suède           | 18 – 9  | Autriche |
| 6e  | 1963 (de)  | Suisse               | Allemagne de l'Est     | 14 – 7  | Allemagne de l'Ouest | Suisse          | 10 – 6  | Pologne  |
| 7e  | 1966 (de)  | Autriche             | Allemagne de l'Ouest   | TTR     | Allemagne de l'Est   | Autriche        | TTR     | Pologne  |

#### Championnat du monde féminin
Seules trois éditions du Championnat du monde féminin furent disputées entre 1949 et 1960, la Roumanie s'adjugeant le titre à deux reprises. À noter également que seule l'Autriche a participé aux trois éditions de la compétition.
| 1re | 1949 | Hongrie   | Hongrie  | TTR    | Autriche  | Tchécoslovaquie | TTR   | France   |
| 2e  | 1956 | Allemagne | Roumanie | 6 – 5  | Allemagne | Hongrie         | 8 – 6 | Autriche |
| 3e  | 1960 | Pays-Bas  | Roumanie | 10 – 2 | Autriche  | Allemagne       | 3 – 1 | Pays-Bas |

#### Coupe d'Europe
Une Coupe d'Europe (de) a été organisée entre 1968 et 1970 et a été remportée les trois fois par le club allemand du TSV Grün-Weiß Dankersen :
| Année     | Vainqueur               | Deuxième                 |
| --------- | ----------------------- | ------------------------ |
| 1968 (de) | TSV Grün-Weiß Dankersen | Union Edelweiß Linz (de) |
| 1969 (de) | TSV Grün-Weiß Dankersen | TV Oppum (de)            |
| 1970 (de) | TSV Grün-Weiß Dankersen | SG Leutershausen         |

### Compétitions nationales

#### Championnat de France masculin
Avant l'instauration du handball à sept joueurs et en salle, le handball se jouait à onze en extérieur sur un terrain de football.
Parallèlement à un Championnat féminin et une Coupe de France, un championnat de France a été organisé entre 1942 et 1958 :
| Année | Vainqueur                                  | Finaliste                                  | Score                                      |
| ----- | ------------------------------------------ | ------------------------------------------ | ------------------------------------------ |
| 1942  | Paris UC (1) (zone nord)                   | ?                                          | ? – ?                                      |
| 1942  | AS Cannes (1) (zone sud)                   | ?                                          | ? – ?                                      |
| 1943  | Stade niortais (1)                         | AS Montferrand                             | 6 – 4                                      |
| 1944  | Club français                              | Stade niortais                             | 4 – 3                                      |
| 1945  | Villemomble Sport (1)                      | Paris UC                                   | 7 – 5                                      |
| 1946  | Non disputé, seulement une Coupe de France | Non disputé, seulement une Coupe de France | Non disputé, seulement une Coupe de France |
| 1947  | Non disputé, seulement une Coupe de France | Non disputé, seulement une Coupe de France | Non disputé, seulement une Coupe de France |
| 1948  | AS Police de Paris (1)                     | Villemomble Sport                          | 5 – 1                                      |
| 1949  | Villemomble Sport (2)                      | Racing Club de France                      | 6 – 2                                      |
| 1950  | AS Police de Paris (2)                     | Villemomble Sport                          | 6 – 5                                      |
| 1951  | AS Police de Paris (3)                     | Livry-Gargan                               | 16 – 6,                                    |
| 1952  | AS Police de Paris (4)                     | Villemomble Sport                          | 15 – 11                                    |
| 1953  | Non disputé, seulement une Coupe de France | Non disputé, seulement une Coupe de France | Non disputé, seulement une Coupe de France |
| 1954  | AS Police de Paris (5)                     | ?                                          | ? – ?                                      |
| 1955  | AS Police de Paris (6)                     | ?                                          | ? – ?                                      |
| 1956  | AS Police de Paris (7)                     | ?                                          | ? – ?                                      |
| 1957  | AS Police de Paris (8)                     | ?                                          | ? – ?                                      |
| 1958  | AS Strasbourg (1)                          | FC Sochaux                                 | 17 – 12                                    |
| 1959  | AS Strasbourg (2)                          | ASPTT Marseille                            | 17 – 16                                    |

Remarque : en 1939, le Collège Chaptal aurait battu le Lycée du Mans (3-1) au Mans.

#### Coupe de France masculine
Avant l'instauration du handball à sept joueurs et en salle, le handball se jouait à onze en extérieur sur un terrain de football. Parallèlement à un championnat de France, une coupe de France à onze a été organisée par la Fédération française de handball au moins entre 1942 et 1953. Le palmarès est :
| Année | Vainqueur                    | Finaliste                    | Score   |
| ----- | ---------------------------- | ---------------------------- | ------- |
| 1942  | inconnu (Paris UC en finale) | inconnu (Paris UC en finale) | ? – ?   |
| 1943  | Stade niortais               | Villemomble sports           | 6 – 4   |
| 1944  | Club français                | ?                            | ? – ?   |
| 1945  | Villemomble sports           | Asnières Sports              | 9 – 7   |
| 1946  | Villemomble sports (2)       | Lyon OU                      | 11 – 3  |
| 1947  | AGL Fougères                 | Villemomble sports           | 5 – 2   |
| 1948  | AGL Fougères (2)             | US Cheminots de Paris        | 6 – 4   |
| 1949  | Villemomble sports (3)       | ASP Police Paris             | 9 – 2   |
| 1950  | Villemomble sports (4)       | Racing Club de France        | 5 – 4   |
| 1951  | Villemomble sports (5)       | ASP Police Paris             | forfait |
| 1952  | Villemomble sports (6)       | SPN Vernon                   | 13 – 8  |
| 1953  | Villemomble sports (7)       | CSL Dijon                    | 10 – 6  |

#### Championnat de France féminin
Avant l'instauration du handball à sept joueurs et en salle, le handball se jouait à onze en extérieur sur un terrain de football. Parallèlement au Championnat masculin, une compétition a ainsi été organisé sous forme de championnat de France en 1942 et 1943 et sous forme de coupe de France entre 1944 et 1957 :
| Année | Vainqueur                   | Finaliste          | Score    |
| ----- | --------------------------- | ------------------ | -------- |
| 1942  | Paris UC (1) (zone nord)    | ?                  | ? – ?    |
| 1942  | FC Lyon (1) (zone sud)      | ?                  | ? – ?    |
| 1943  | Paris UC (2)                | ?                  | ? – ?    |
| 1944  | AS Bondy (1) (zone nord)    | ?                  | ? – ?    |
| 1944  | SMUC Féminin (1) (zone sud) | ?                  | ? – ?    |
| 1945  | AS Bondy (2)                | Stade niortais     | 4 – 3ap  |
| 1946  | École Simon-Siégel          | AS Bondy           | 5 – 0    |
| 1947  | École Simon-Siégel (2)      | Stade messin       | 4 – 3    |
| 1948  | École Simon-Siégel (3)      | Fémina Sport       | 4 – 2    |
| 1949  | École Simon-Siégel (4)      | Fémina Sport       | 2 – 1ap  |
| 1950  | Fémina Sport                | US Métro           | ? – ?    |
| 1951  | École Simon-Siégel (5)      | Fémina Sport       | 5 – 2    |
| 1952  | Fémina Sport                | École Simon-Siégel | 6 – 3    |
| 1953  | Fémina Sport                | US Métro           | 5 – 3a2p |
| 1954  | École Simon-Siégel (6)      | ?                  | ? – ?    |
| 1955  | École Simon-Siégel (7)      | ?                  | ? – ?    |
| 1956  | École Simon-Siégel (8)      | ?                  | ? – ?    |
| 1957  | École Simon-Siégel (9)      | ?                  | ? – ?    |

#### Autres championnats nationaux
- Championnat d'Allemagne masculin (de), sous plusieurs formes :
  - Championnat de la République de Weimar (de), entre 1921 et 1933,
  - Championnat de l'Allemagne nazie (de), entre 1934 et 1945,
  - Championnat d'Allemagne de l'Ouest (de), entre 1947 et 1975,
  - Championnat d'Allemagne de l'Est (de), entre 1948 et 1967.
- Championnat d'Autriche masculin (de)
- Championnat de Catalogne masculin (de)
- Championnat du Danemark masculin
- Championnat d'Espagne masculin (de)
- Championnat de Finlande masculin (de)
- Championnat de Pologne féminin (de)
- Championnat de Pologne  masculin (de)
- Championnat de Portugal masculin (de)
- Championnat de Roumanie féminin (de)
- Championnat de Sarre masculin (de)
- Championnat de Suisse masculin (de)
- Championnat de Yougoslavie masculin (de)

## Galerie

Le handball à onze tel qu'il était pratiqué en 1953 à Iéna.
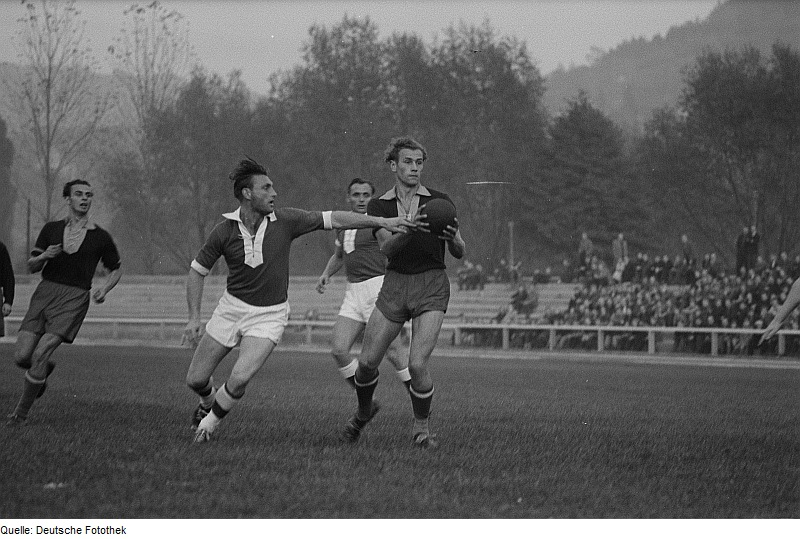
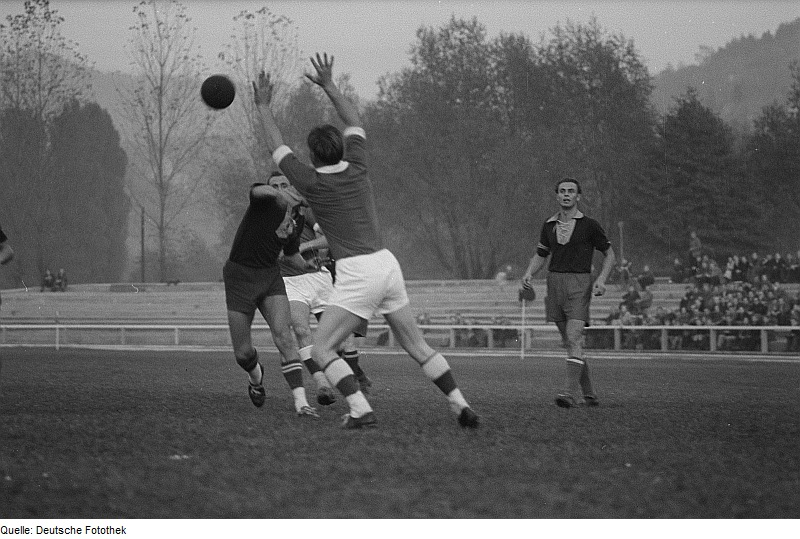
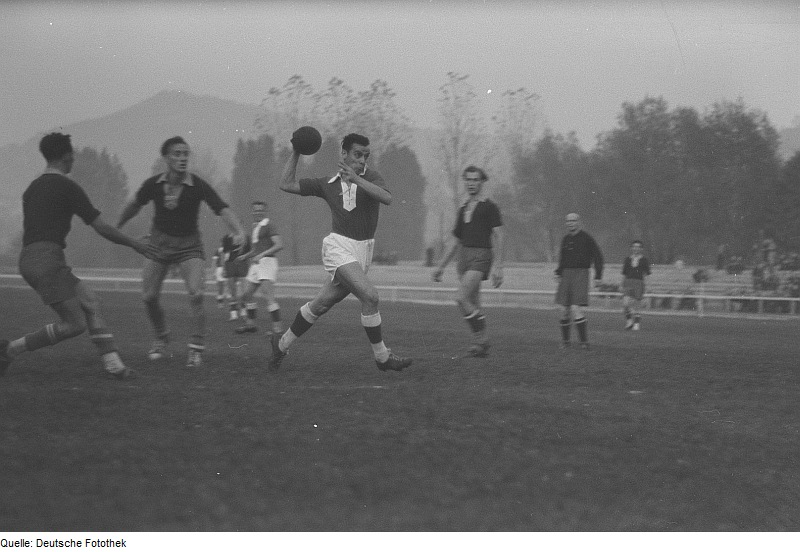
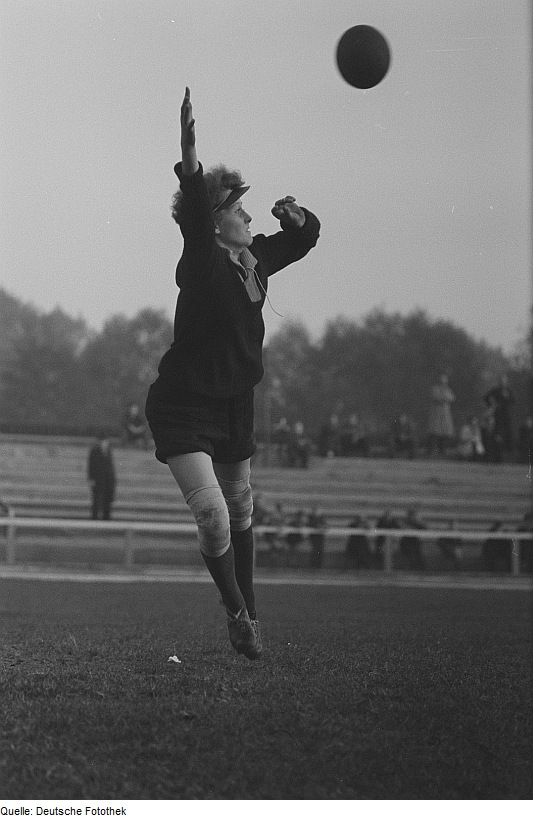
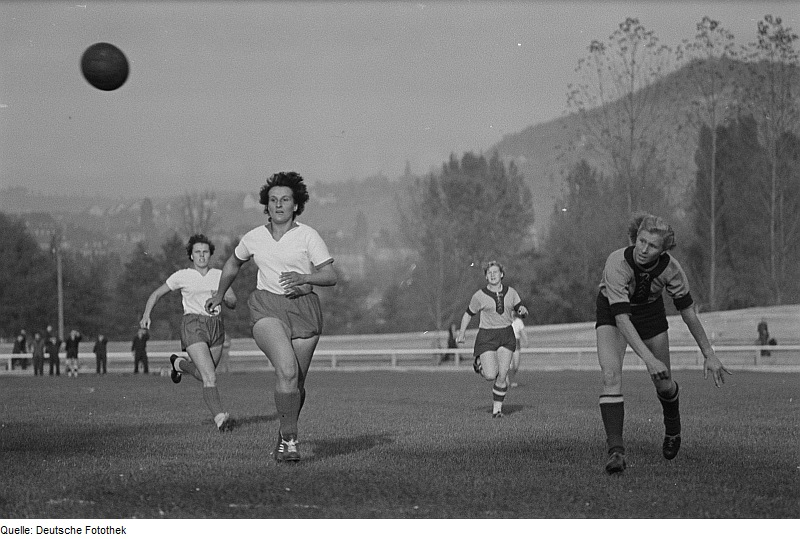